# ديب أدير
ديب أدير (بالإنجليزية: Deb Adair)‏ هي مهندسة ومهندسة الصوت أمريكية، ولدت في 22 أبريل 1966.

## وصلات خارجية
- ديب أدير على موقع IMDb (الإنجليزية)
- ديب أدير على موقع قاعدة بيانات الفيلم (الإنجليزية)